# Lidiane Lopes
Lidiane Lopes (Espargos, 1º settembre 1994) è una velocista capoverdiana, primatista nazionale dei 100 e 200 metri piani.

## Progressione

### 100 metri piani
| Stagione | Tempo | Luogo          | Data      | Rank. Mond. |
| -------- | ----- | -------------- | --------- | ----------- |
| 2016     | 12"38 | Rio de Janeiro | 12-8-2016 |             |
| 2015     | 12"43 | Pechino        | 23-8-2015 |             |
| 2014     | 12"49 | Goa            | 23-1-2014 |             |
| 2013     | 12"85 | Nizza          | 10-9-2013 |             |
| 2012     | 12"72 | Londra         | 3-8-2012  |             |

## Palmarès
| Anno | Manifestazione           | Sede           | Evento      | Risultato   | Prestazione | Note                                     |
| ---- | ------------------------ | -------------- | ----------- | ----------- | ----------- | ---------------------------------------- |
| 2011 | Mondiali allievi         | Lilla          | 200 m piani | Batteria    | 26"69       | Miglior prestazione personale            |
| 2012 | Mondiali juniores        | Barcellona     | 100 m piani | Batteria    | dq          |                                          |
| 2012 | Giochi olimpici          | Londra         | 100 m piani | Preliminare | 12"72       | Miglior prestazione personale            |
| 2013 | Giochi della Francofonia | Nizza          | 100 m piani | Batteria    | 12"85       | Miglior prestazione personale stagionale |
| 2013 | Giochi della Francofonia | Nizza          | 200 m piani | Batteria    | 26"17       |                                          |
| 2014 | Giochi della Lusofonia   | Goa            | 100 m piani | 4ª          | 12"49       | Miglior prestazione personale            |
| 2014 | Giochi della Lusofonia   | Goa            | 200 m piani | Argento     | 25"07       |                                          |
| 2015 | Mondiali                 | Pechino        | 100 m piani | Batteria    | 12"43       | Record nazionale                         |
| 2015 | Giochi panafricani       | Brazzaville    | 100 m piani | Batteria    | 12"55       |                                          |
| 2015 | Giochi panafricani       | Brazzaville    | 200 m piani | Batteria    | 25"53       |                                          |
| 2016 | Camp. ibero-americani    | Rio de Janeiro | 100 m piani | Batteria    | 12"67       |                                          |
| 2016 | Giochi olimpici          | Rio de Janeiro | 100 m piani | Preliminare | 12"38       | Record nazionale                         |